# Národní strana
Národní strana (Partidul Național), mai tâziu numit și Staročeši (Cehii Bătrâni), a fost un partid politic reprezentat în Dieta Boemiei din Imperiul Austriac, respectiv din Austro-Ungaria.

## Istorie
Partidul a fost înființat ca Národní strana în 1848 pentru a reprezenta interesele burghezilor Boemiei.